# Багдадский музей
Багда́дский музе́й (араб. المتحف البغدادي‎ Аль-Багдади музей) — музей естественной истории, открытый в 1970 году на берегу реки Тигр и расположенный недалеко от университета Аль-Мустансирия. Основная цель создания Багдадского музея — сохранение сведений о жизни и быте жителей старого Багдада. В музее хранятся исторические документы, передающие подробности традиционного уклада быта граждан, подчеркивающие наследие иракцев. Благодаря этим документам, иракские художники и скульпторы воссоздали реалистичные сцены из восковых фигур, материалов и аксессуаров. У посетителей музея имеется возможность увидеть богатство культуры, социальную сплоченность и простоту жизни жителей Багдада прошлой эпохи.

## История
Основатель музея — Медхат Аль-Хадж, экс-секретарь администрации Багдада. В 1968 году он подписал указание на создание Багдадского музея естественной истории. Художники-скульпторы изготовили различные сцены профессий и специальностей горожан раннего Багдада. После окончания всех работ 1 января 1970 г. состоялось официальное открытие музея.
В течение последующих лет шел процесс развития музея. Были добавлены новые сцены из 700 восковых фигур. Благодаря строительству новых объектов — ресторана и рынка, Багдадский музей получил большую популярность. Посетители ресторана могли послушать народные иракские песни и музыку — иракский макам и багдадский мраббат (народный фольклор с использованием барабанов — думбук)
Несмотря на то, что музей получил значительные повреждения из-за вторжения США в Ирак, после реконструкции и пятилетнего перерыва 8 августа в 2008 году музей был открыт вновь.
Багдадский музей естественной истории включает библиотеку, в которой хранятся исторические документы и справочные материалы Багдада.
В музее также хранятся коллекции картин иракских художников — как профессионалов, так и выдающихся любителей из числа политиков и знаменитостей Ирака.